# Rímuš (Asýrie)

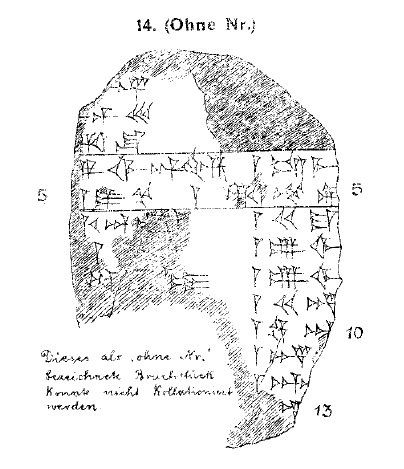
Schroederova perokresba asyrského fragmentu královského seznamu známého jako KAV 14 po jeho publikaci.

Rímuš byl vládcem Asýrie, nebo možná jen částí okolo Ekallatumu, nástupce a pravděpodobně potomek Šamši-Adada I., ačkoli přesný vztah je nejistý. Vládl někdy v polovině 18. století př. n. l.

## Život
Zdá se, že byl pojmenován po Rímušovi, synovi známého krále Sargona Akkadského. Možná se Šamši-Adad a jeho nástupci ztotožňovali s touto velkolepou dynastií.

## Zánik dynastie
Události vedoucí k zániku této dynastie jsou doloženy na jediném nápisu, kde měl místokrál Puzur-Sín svrhnout Asinuma. Výsledkem byl očividně zmatek, když se moci zmocnila rychlá posloupnost sedmi uzurpátorů, z nichž každý vládl velmi krátce, než byl svržen.